# Concierge (hôtellerie)
Pour l’article homonyme, voir Concierge.
Dans un hôtel de luxe (4, 5 étoiles ou Palace), le concierge est un employé dont les principales fonctions sont d’accueillir, de renseigner et de conseiller les clients.

## Fonction

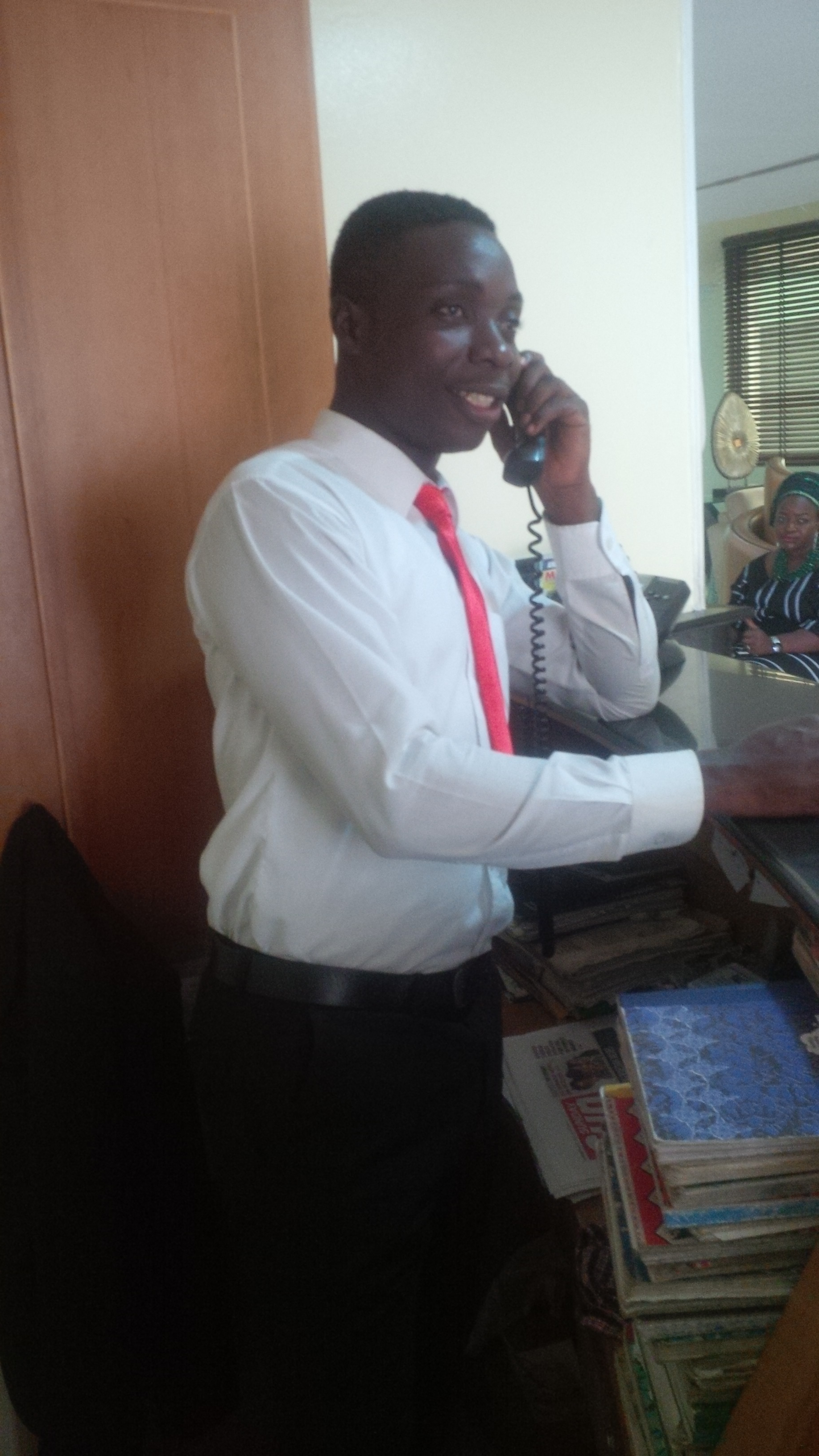
Concierge d'hôtel à Lagos (Nigeria)

Le concierge d'hôtel travaille le plus souvent en équipe, à la "loge" de l'hôtel, comptoir situé le plus souvent dans le hall d'entrée, derrière lequel il travaille. Ce comptoir peut être séparé de la réception. La fonction de concierge est à distinguer de la fonction de réceptionniste, qui s'occupe de l'enregistrement et du départ des clients, de la facturation .
Il existe la plupart du temps une hiérarchie : un chef concierge dirige l'équipe, il est parfois assisté d'un adjoint.
Les fonctions du concierge sont multiples et très diverses, les principales sont de renseigner et de conseiller la clientèle. Il est ainsi amené à faire des réservations pour ses clients : restaurants, spectacles, visites touristiques, taxis, coiffeurs, billets d'avion ou de train, etc. ... Cette fonction implique une bonne connaissance de la ville et l'environnement ,.
Amené à servir une clientèle prestigieuse et cosmopolite, il se doit d'être diplomate et patient, de bien connaître les différentes cultures des clients qui fréquentent son établissement.

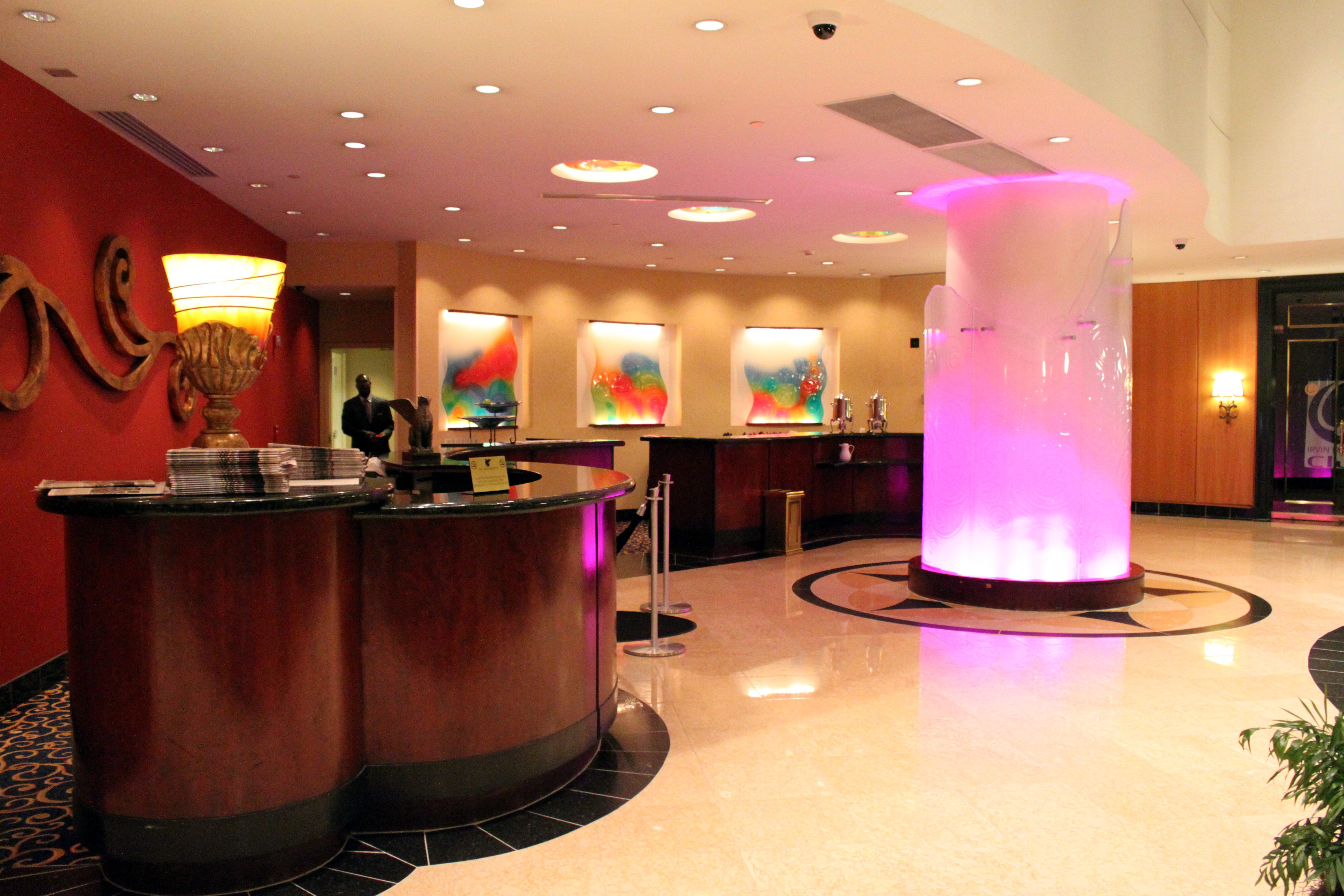
Conciergerie et réception d'un hôtel de luxe

Le chef concierge et les concierges ont également la charge d'encadrer le personnel du hall de l'établissement (groom, chasseur, voiturier, bagagiste).

## Union professionnelle
Les concierges d'hôtels ont une association professionnelle, aujourd'hui mondiale, appelée Les Clefs d'Or, union internationale des concierges d'hôtel , à laquelle ils peuvent adhérer sous des conditions d'ancienneté et de parrainage par d'autres membres, et qui a pour but de rassembler ses membres "in service through friendship" c'est-à-dire "au service les uns les autres, au travers de l'amitié". Ainsi, un concierge membre ayant besoin de l'aide d'un collègue dans une autre ville, voire à l'étranger, pourra le contacter. Les concierges "clefs d'or" se rassemblent régulièrement au niveau local et participent à des activités comme des déjeuners, dîners, vernissages, expositions, visites de boutique... ainsi qu'au niveau national et international lors de congrès. Les concierges membres de cette association portent sur les deux revers de leur uniforme un insigne représentant des clefs dorées entrecroisées.
En France, les concierges d'hôtels ont une association professionnelle Les Clefs d'Or France, Union Nationale des Concierges d'Hôtels .

### Article de presse
- Jean-François Arnaud, « A Clefs d'or, rien d'impossible », Challenges, no 397,‎ 10 juillet 2014, p. 72 à 74 (ISSN 0751-4417)